# Dirty Larry: Renegade Cop
Dirty Larry: Renegade Cop es un videojuego de beat 'em up de 1992 desarrollado por Knight Technologies y distribuido por Atari Corporation en Norteamérica y Europa exclusivamente para la Atari Lynx. Ambientado en la ciudad de Steelburg, los jugadores asumen el papel del oficial de policía titular para luchar contra los criminales en las calles y arrestar al líder del crimen organizado de la ciudad conocido únicamente como Mr. Big. Su jugabilidad consiste principalmente en combate cuerpo a cuerpo o con armas utilizando una configuración principal de dos botones.
Dirty Larry: Renegade Cop ha tenido una recepción crítica mixta desde su lanzamiento. Aunque los gráficos fuesen elogiados por unanimidad, los críticos estuvieron divididos en términos de audio, longitud y jugabilidad repetitiva.

## Jugabilidad
Dirty Larry: Renegade Cop es un juego beat 'em up de desplazamiento lateral donde los jugadores toman el control de Larry, quien se encarga de luchar contra los criminales que deambulan por las calles de Steelburg por siete niveles para encontrar y arrestar a Mr. Big, el líder del crimen organizado en la ciudad y el jefe final del juego, como el objetivo principal. Los jugadores pasarán por cada nivel venciendo enemigos y recolectando armas esparcidas por las calles. Los jugadores también podrán recoger ítems curativos soltados por los enemigos vencidos. Cada nivel tiene un jefe que deberá ser vencido antes de poder progresar, requiriendo estrategias diferentes. Tras derrotarlos, Larry tomará el metro para viajar a otras ubicaciones, siendo el punto de transición entre los niveles.

## Desarrollo y lanzamiento
Dirty Larry: Renegade Cop fue anunciado como título en desarrollo por Knight Technologies a mediados de 1991 planeado para ser lanzado más tarde ese año, pero el juego fue atrasado varias veces y fue mostrado más adelante a los invitados de la Consumer Electronics Show en 1992 antes de su lanzamiento. En una entrevista de enero de 1992 con la revista en línea Atari Explorer Online, Thomas Schenck relató el proceso de desarrollo del juego. Schenck declaró que él fue el único programador del proyecto, y originalmente se planeó que fuese similar a Electrocop, donde los jugadores podían avanzar y retroceder, pero, debido a los problemas de tasa de fotogramas, el concepto original fue desechado y se optó por un título de desplazamiento lateral. También dijo que dos niveles fueron removidos del producto final, uno por límites de espacio del cartucho y el otro por no encajar con la trama.

## Recepción
Robert Jung escribió una reseña del juego, la cual fue publicada para IGN. En su veredicto final dijo que «Conceptualmente, Dirty Larry tenía los ingredientes para ser un título de acción fácil y con sentido. Desafortunadamente, el balance del juego quedó desincronizado, y el resultado final se encuentra en un limbo: los jugadores más jóvenes serán espantados por la dificultad del juego, y los jugadores más experimentados lo terminarán muy pronto». Jung también señaló que «es Larry, no Harry» probablemente sea una referencia a las películas de Dirty Harry. Luego le dio al juego una puntuación de 5 de 10.